# Ritorno dal passato
Ritorno dal passato (The Forgotten One) è un film del 1989 diretto da Phillip Badger.

## Trama
Uno scrittore si trasferisce in una casa vittoriana che potrebbe essere infestata dai fantasmi. Lo scrittore è attratto dalla sua bella nuova vicina, ma si ritrova sedotto dallo spirito di una donna assassinata nella sua casa cento anni prima.